# Impact (collection)
Pour les articles homonymes, voir Impact (homonymie).
Impact est une collection de bande dessinée publiée par les éditions Delcourt.